# جمعه شب فانکین
جمعه شب فانکین یا فرایدِی نایت فانکین (به انگلیسی: Friday Night Funkin') به اختصار (FNF)، یک بازی ریتمی بخشش‌افزار منبع باز است. این بازی توسط تیمی متشکل از چهار کاربر نیوگراندز (به انگلیسی: Newgrounds) ساخته شده‌است و دارای سبک بازی شبیه دنس دنس رولوشن و پاراپا رپر است که با زیبایی‌شناختی یادآور بازی‌های مرورگر محبوب اوایل تا اواسط دههٔ ۲۰۰۰ همراه است.

## گیم‌پلی
جمعه شب فانکین یک بازی ریتمی می‌باشد که در آن بازیکن شخصیتی به نام بوی‌فرند را کنترل می‌کند که باید یک سری از حریفان را شکست دهد تا بتواند به رابطه با معشوقه‌اش، گرل‌فرند ادامه دهد. بازیکن باید مراحل متعددی که در بازی به آن‌ها «هفته‌ها» گفته می‌شود را پشت سر بگذارد. هر هفته شامل سه آهنگ است. در هر هفته، بازیکن با یک حریف متفاوت روبرو می‌شود، هرچند برخی از هفته‌ها به دلیل حضور چند حریف ساختار متفاوتی دارند. حریف یک الگوی نت که به صورت کمانی نمایش داده می‌شود را می‌خواند، که بازیکن باید آن‌را با استفاده از کلیدهای تعیین‌شده خود تکرار نماید. به‌طور پیش‌فرض، این کلیدها شامل کلیدهای کمانی (↑، ↓، ←، →) و کلیدهای W، A، S و D صفحه‌کلید هستند. برخی از آهنگ‌ها الگوهای پیچیده‌تری دارند، به‌طوری که گاهی الگوی بازیکن با الگوی حریف متفاوت می‌شود یا هر دو خواننده با یک‌دیگر می‌خوانند.

## استقبال

### مود کردن
جمعه شب فانکین به دلیل انتشار با مدل متن‌بازش، انجمن مود کردن فعالی دارد که امکان اجرای محتوای هر مود ساخته‌شدهٔ توسط طرفداران را فراهم می‌سازد.